# Bracknell
Bracknell  é uma cidade de  Bracknell Forest, burgo do condado inglêsde Berkshire. Encontra-se a 18 quilômetros do sudeste de Reading, 16 km  ao sudoeste de Windsor e 55 km ao oeste de Londres. 